# بيدرو دورادو مونتيرو
بيدرو جارثيا دورادو مونتيرو (بالإسبانية: Pedro Dorado Montero)‏ محامي ومحقق جرائم إسباني، وُلد في 19 مايو عام 1861 في سلامنكا. قدم الوضعية القانونية التي في إسبانيا، في مقابل الحق الطبيعي الكاثوليكي التقليدي، ويعتبر ممثل تيار التصحيح الإسباني ومهد دراسة علم الإجرام الراديكالي الذي يعتبر القانون الجنائي كأداة للسيطرة الاجتماعية من الطبقات المهيمنة والقوية لإخضاعها وسيطرتها على الطبقة الدنيا. وتُوفي في 26 فبراير عام 1919.

## حياته
وُلد في وسط عائلة ريفية متواضعة. بدأ حياته في بيخار، حيث سمح له آداه الدراسي بالحصول على منحة دراسية في كلية سان بارتولوميه لدراسة الحقوق والفلسفة والآداب في جامعة سلامنكا. وفي عام 1883، حصل على الدكتوراه عام 1895 في مدريد.

## محاولة طرده للبروفيسور بيدرو دورادو مونتيرو
في عام 1897، كان على خلاف أيديولوجي قوي مع أسقف سلامنكا توماس كامارا إيه كاسترو، وقد تسبب ذلك نتيجة لشكوى تقدم بها مجموعة من طلاب الأخير يتهمونه فيها بأنه ثوري وتابع لمذاهب الحتمية والمادية، وإنها ليست فقط أخطاء فلسفية فجة، إلا أنها أيضًا تُناقض عقائد الدين المسيحي. واقترح كامارا قرارًا لطرد بيدرو دورادو مونتيرو من الجامعة. وبعد شهور عدة من الواقعة، دعم رئيس الجامعة دورادو مونتيرو ورحب به في وزارة الأشغال العامة لحماية الأساتذة في ممارسة مهنتهم. وحسبما أشار بالنتي كامب، فإن حكومة المحافظة كانت قريبة جدًا من إتخاذ قرار تعسفي من هذا القبيل من فعلى دون مانويل أوروبيو، عندما فصل البروفيسور نيكولاس سالميرون ذ ألونسو وفرانثيسكو خينير دي لوس ريوس مع بعض الأساتذة البارزين. إلا أن أنطونيو كانوباس ديل كاستيو لم يجرأ على فعل ذلك مع دورادو مونتيرو، الذي واجه الموضوع بشجاعة وعرض وجهة نظره، مدافعًا عن حرية المنصب والكرسي، بموجب المادة 11 من الدستور الإسباني.